# Vinkeldiameter
Vinkeldiameter anvendes ofte i forbindelse med astronomi, og kan fx henvise til den vinkel hvorunder vi ser solens diameter.